# ファカオフォ島

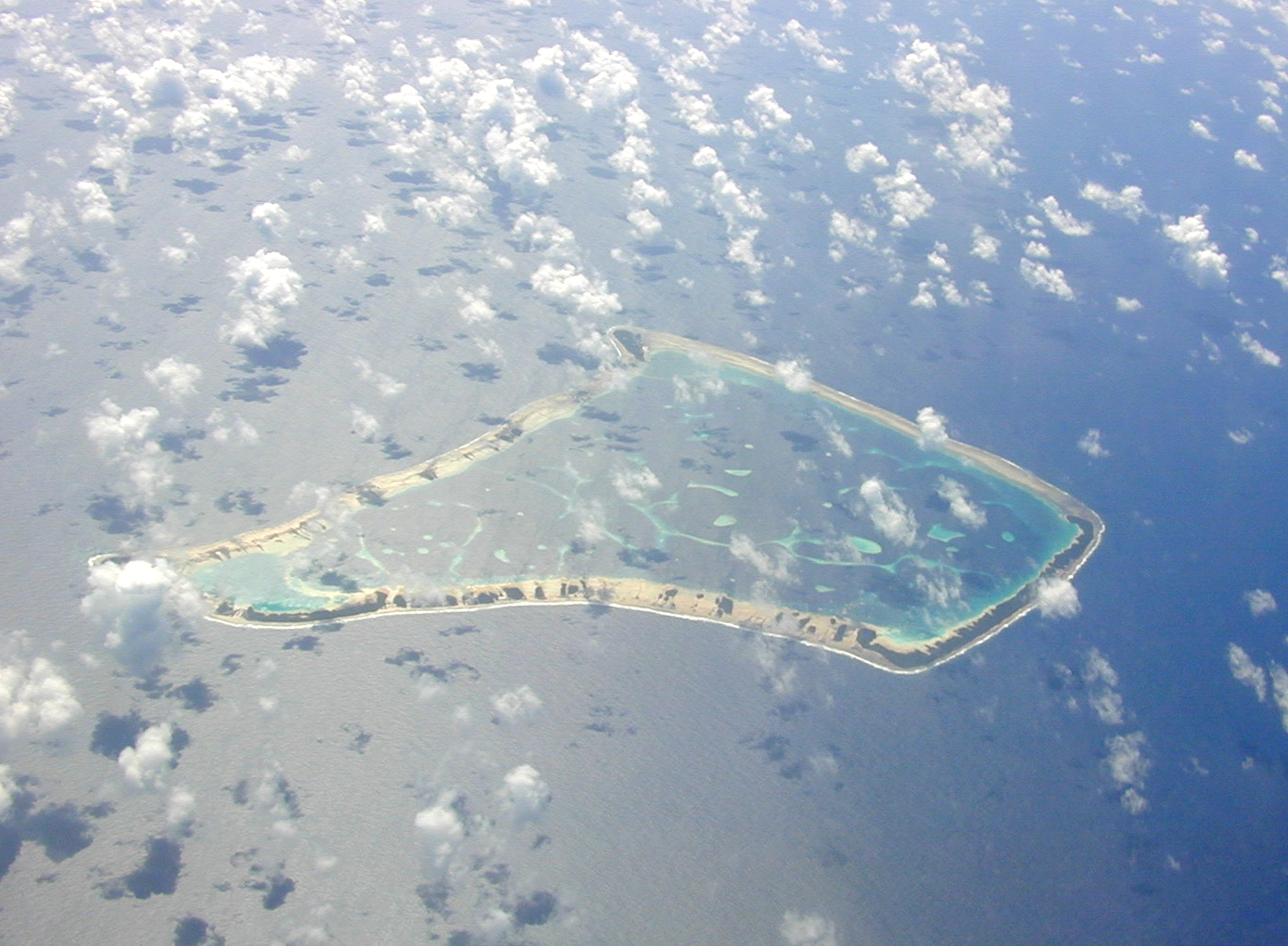
トケラウの最南端に位置するファカオフォ環礁

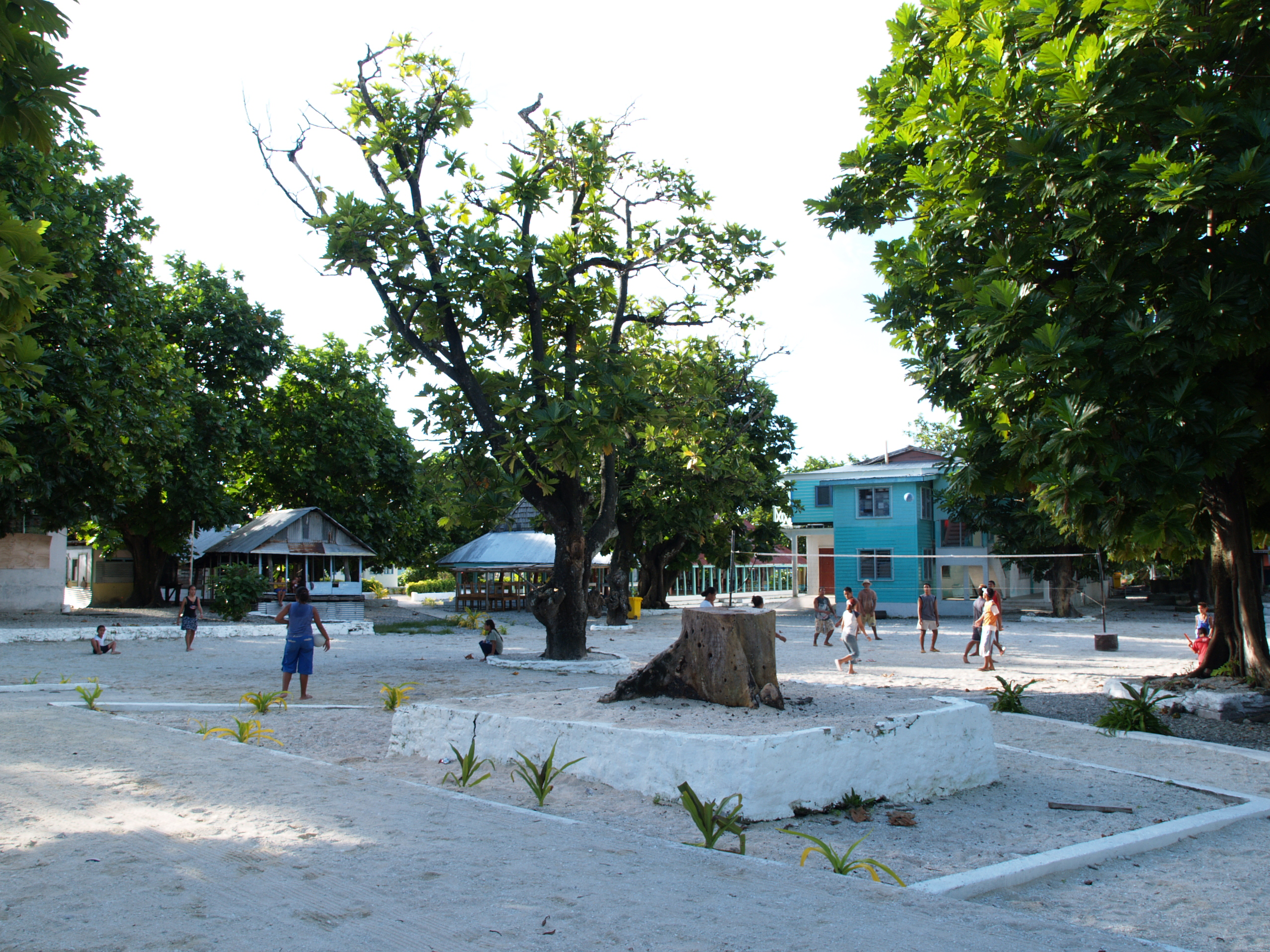
ファカオフォ村の広場

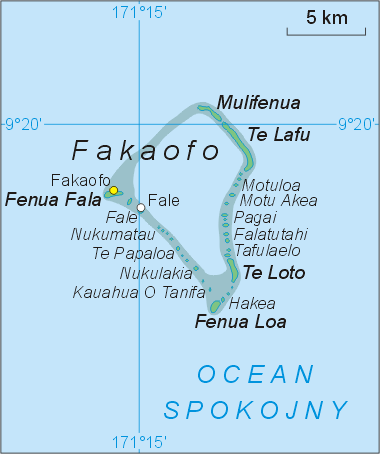
ファカオフォの地図

ファカオフォ島（Fakaofo）は、トケラウの島。トケラウ3島のうち最も南にある。以前はバウディッチ島の名で知られた。ファカオフォは環礁であり、中心に約45km2のラグーンがあり、それを囲むサンゴ礁の小島からなる。陸地面積は2.6km2である。2006年の国勢調査では483人がこの島に正式に居住している。住民のうち70%は会衆派教会へと属しており、22%はカトリック教会に属している。
島のうち最も人口が多いのは、環礁の西側にあるファレ島である。その西2kmにあるフェヌア・ファラ島に1960年に二つ目の入植地が作られた。そのほかに、ファカオフォにはほかにTeafua , Nukumatau , Nukulakia , Fenua Loa , Saumatafanga , Motu Akea , Matangi , Lalo ,Mulifenuaなどの小島がある。
ファカオフォ長老評議会は60歳以上の市民によって構成される。 
ファカオフォはCharles Wikes司令に率いられた1838年から1842年のアメリカ海軍の探検航海によって発見された。 バウディッチ島という名は、アメリカの数学者で航法に多大な貢献をしたナサニエル・バウディッチにちなんで名づけられた。島はイギリス領となり、やがてニュージーランドに移管された。